# Dicliptera cundinamarcana
Dicliptera cundinamarcana är en akantusväxtart som beskrevs av D.C. Wasshausen. Dicliptera cundinamarcana ingår i släktet Dicliptera och familjen akantusväxter. Inga underarter finns listade i Catalogue of Life.